# Religião na Sérvia

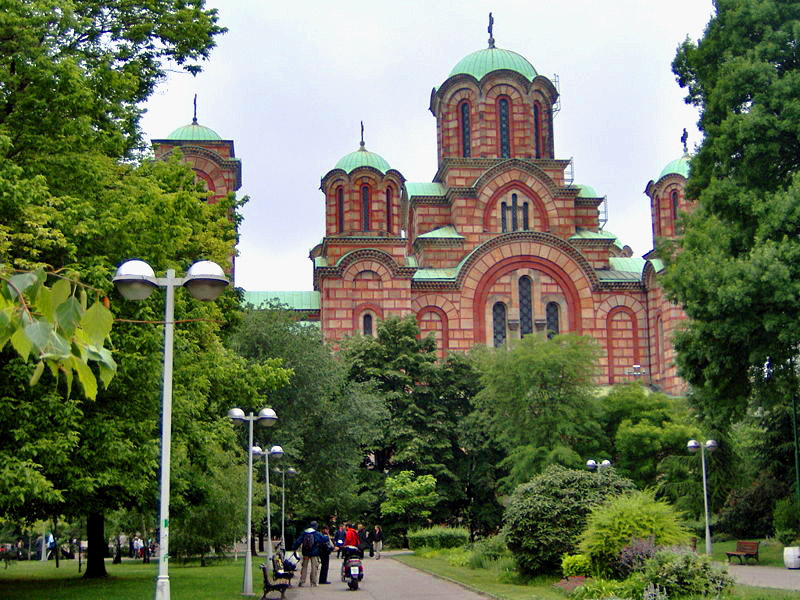
Igreja ortodoxa em Belgrado

De acordo com o Association of Religion Data Archives (ARDA) a maioria dos sérvios são seguidores do Cristianismo, sendo esta fé partilhada por perto de 80,5% da população, seguem-se os agnósticos que correspondem a 9,7% dos sérvios, os muçulmanos são cerca de 7%, os ateus perto de 3% e outras religiões são seguidas por 0,10% da população. As principais denominações cristãs do país são a Igreja Ortodoxa Sérvia e a Igreja Católica da Sérvia
| Religião na Sérvia    | Religião na Sérvia    | Religião na Sérvia | Religião na Sérvia | Religião na Sérvia |
| --------------------- | --------------------- | ------------------ | ------------------ | ------------------ |
| Religião              |                       |                    | % aprox.           |                    |
| Cristianismo          | Cristianismo          |                    | 80,48%             | 80,48%             |
| Agnósticos            | Agnósticos            |                    | 9,66%              | 9,66%              |
| Muçulmanos            | Muçulmanos            |                    | 6,98%              | 6,98%              |
| Outras (inclui ateus) | Outras (inclui ateus) |                    | 2,89%              | 2,89%              |